# Rombauer Tivadar

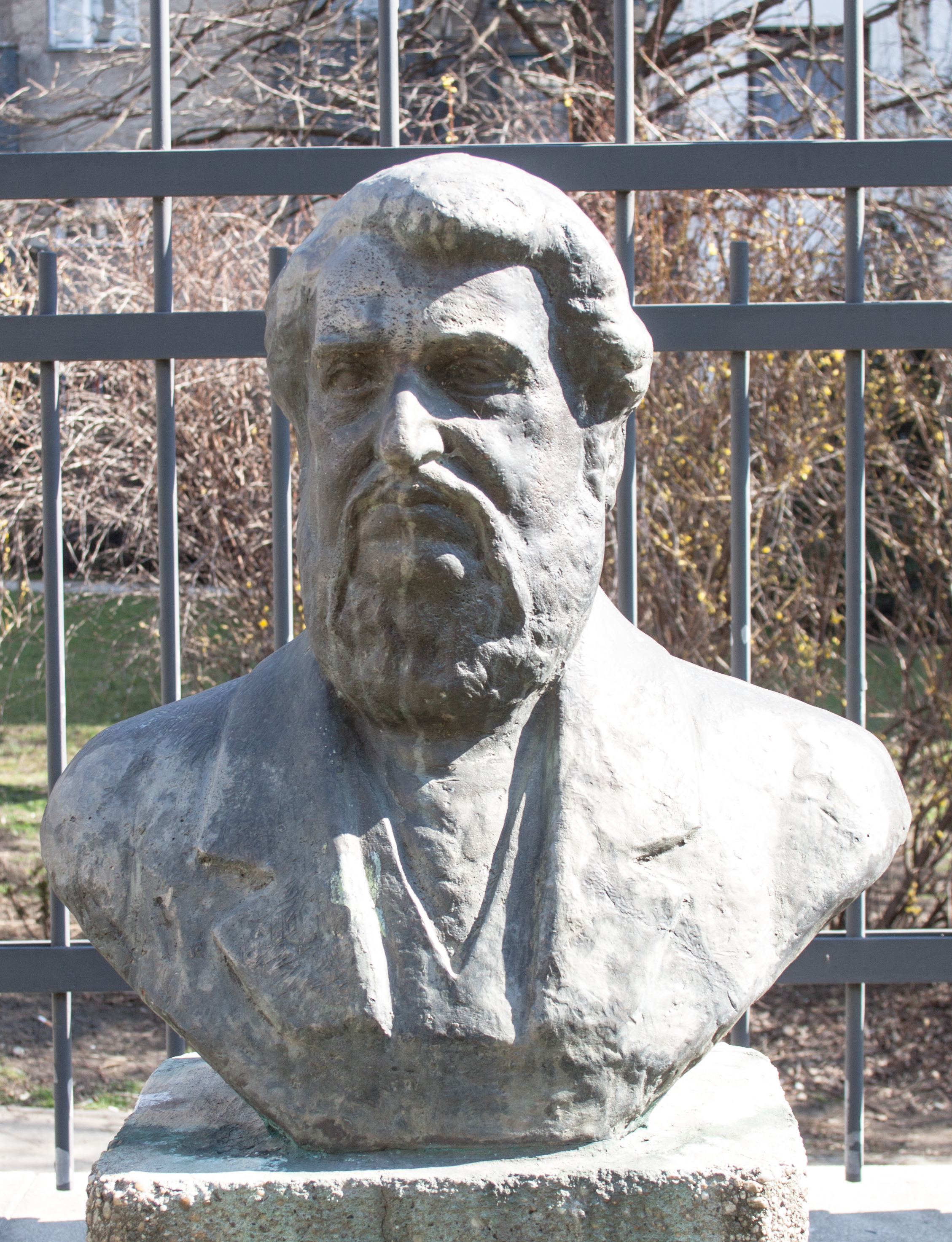
Mellszobra a budapesti Öntödei Múzeumban

Rombauer Tivadar (Lőcse, 1803. január 27. – Davenport, Iowa, Egyesült Államok, 1855. november 12.) magyar kohómérnök, az ózdi vaskohászat megteremtője, a Batthyány-kormány iparügyi osztályfőnöke.

## Élete, munkássága

### Tanulmányai
Rombauer régi szepesi polgárcsalád sarja. Lőcsén, anyja szüleinek, az Elhard család ma is álló házában (Főtér 22.) született. Gyermekkorát a Turóc vármegyében fekvő Prekopán töltötte, és alapfokú iskolai tanulmányait magánúton végezte. 1811-ben a lőcsei evangélikus líceum „gramatika” osztályába nyert felvételt, de középfokú tanulmányait a selmecbányai evangélikus líceumban fejezte be „In studio eminens is moribus eminens” (osztályában első, évfolyamában első) minősítéssel. 1822-ben kezdte meg felsőfokú tanulmányait a selmecbányai Bányászati Akadémián, ahol második évében sikerrel kérvényezte, hogy a bányászati és kohászati tanulmányok mellett az erdészethez kapcsolódó tantárgyakat is hallgathassa. A főiskolán kiemelkedő tanulóként 1825. június 1-jén szerezte meg bányamérnöki (akkoriban még nem vált ketté a bánya- és kohómérnöki képzés) diplomáját.

### Tevékenysége 1848-ig
Végzés után Rohoncon helyezkedett el, az ottani vasgyár gyakornokaként. Egy évvel később, 1826. február 1-jén a Munkácson és környékén fekvő Schöborn grófi uradalom ipari üzemeihez került. Az uradalom hatalmas volt, Bereg vármegye kétharmadát tette ki, a területén lévő 174 várost és falut több mint 70 000 ember lakta. Az uradalom ipari üzemei között voltak vasgyárak (Selesztó, Frigyesfalva), timsóüzem, hamuzsírfőző, posztógyár, papírmalom és üveghuta. Rombauer eleinte a timsóművek igazgatója volt, de részt vett a vasipari üzemek fejlesztési munkálataiban is. 1829 és 1832 között az ő irányításával épült a selesztói nagyolvasztó, amely hamarosan 9000 bécsi mázsa (1 bécsi mázsa=56 kilogramm) nyersvasat termelt. Szép kivitelű, művészi öntvényeik (külön szobrászművészt szerződtettek) gyorsan elterjedtek az egész országban. Rombauer már ekkor érdeklődött a fejlett kohászattal rendelkező országok vasipari tapasztalatai iránt, ezért tanulmányútra ment a poroszországi Gleiwitzbe, közben felfejlesztette a frigyesfalvi vasöntödét is. Metternich kancellár megkörnyékezte, hogy lépjen az ő szolgálatába, de Schöborn – inkább megemelve a fizetését – maradásra bírta. A Rombauer által összeállított kiállítási anyag az 1842-es iparmű-kiállításon aranyérmet kapott. Ebből az alkalomból találkozott először Kossuth Lajossal, a kiállítás szervezőjével.
A Rimai Coalitio vezetői már 1841-ben megkeresték Rombauert, hogy vállalja el az egyesület tisztfőnöki pozícióját, az elhunyt Heintz Frigyes után. Rombauer feltételekhez, komoly jogkörök megkapásához kötötte az ajánlat elfogadását, de ettől a Coalitio egy ideig húzódozott, mígnem egy idő után már halaszthatatlanná vált a helyzet, és teljesítették a feltételeket. Rombauer 1843 szeptemberében foglalta el hivatalát Rimabrézón. Azonnal komoly korszerűsítésekbe fogott, többek között cilinderfúvókákkal látta el a gömöri kohókat, új közutakat építtetett Nyustya és Vashegy között, új „vaskő”-(vasérc)-jogosítványokat szerzett stb. Tevékenysége nyomán az egyesülés rövid időn belül megtöbbszörözte gyártását (1845–46: 21 644 bécsi mázsa nyújtott vas, 5108 bécsi mázsa vasöntvény, 178 900 forint nyereség).
Rombauer Tivadar felelevenítette a Murányi Unió és a Rimai Coalitio szorosabb együttműködésére, illetve a „nagyobbszabású vaspályasín- és hengergyár” felépítésére vonatkozó elképzeléseket. A két egyesület mindezek előkészítésére Szathmáry Király Pált, Gömör vármegye főszolgabíráját, a Murányi Unió elnökét és Rombauert tanulmányútra küldte a faszén kőszénnel való kiváltása és a modern kavarókemencék tanulmányozása ügyében Stájerországba, Csehországba, Belgiumba és Angliába). A tanulmányút, majd az azt követő technológiai kísérletek sikeresek voltak, és az egyesület a közös vasfinomító gyár létrehozására szólította fel Gömör kohászati vállalkozásait. E felhívás hatására jött létre 1845. május 14-én, Rimaszombatban a Gömöri Vasművelő Egyesület. Az új gyár helyszínéül Ózd falucska térségét jelölték ki; Rombauer fő indoka az volt a helyszín kijelölésekor, hogy a felvidéki vasércbányákhoz és kohókhoz az Ózd-környéki barnakőszén lelőhelyek közel feküdtek. A beruházás mai értelemben valódi „zöldmezős”-nek számított, hiszen Ózdon – a Sturman-birtokon – még 1837-ben is mindössze 106 lakos (jobbágy) élt. A gyár építési terveit Dobbs angol mechanikus készítette, és az építkezés 1846 áprilisában kezdődött el. Rombauer ezelőtt, illetve ezzel párhuzamosan utakat és hidakat építtetett, Ózd ugyanis addig szinte teljesen el volt vágva a közlekedés elől. Az Ózdi Vasgyár próbaüzeme 1847 végén kezdődött el, de a teljes üzemmenet elérését az 1848. évi forradalmi események meghiúsították.

### A szabadságharc idején
Kossuth jól ismerte Rombauert, aki az ő indítványára lett a magyar gyár- és kézműipar irányítója, a Batthyány-kormány Klauzál Gábor vezette Földművelés-, Ipar- és Kereskedelemügyi Minisztériumában, az iparügyi osztály vezetőjeként. Rombauer első tevékenységeként Pestre rendelte az ipari cégek vezetőit, hogy megtárgyalják az ország ipara előtt álló feladatokat. Kiemelten fontosnak tartotta az acélgyártást, a súlyos ónhiány megoldására nagy mennyiségben hozatott (gyakorlatilag csempészett) be ónt, a stratégiai fontosságú szicíliai kénimport ellehetetlenülése miatt kénbányát nyitott Kalinkán, és a ként is az ő módszerével állították elő. A hadiipart gyakorlatilag ekkor kellett megteremteni Magyarországon, első lépésként a pesti Hengermalmot és a Pesti Vasöntő és Gépgyár Társaság üzemeit alakították át fegyvergyárrá, de sorban egyéb gyárakat is bevontak. Tevékenysége során végig szorosan együtt dolgozott Lahner György ezredessel (később tábornok), a majdani aradi vértanúval. Rombauer felhívta a Gömöri Vasművelő Egyesület vezetőinek is a figyelmét a fegyvergyártásra való átállásra. A nehézségek miatt a Fegyvergyárat államosították, és ennek igazgatója – minisztériumi pozíciója megtartása mellett – Rombauer Tivadar lett, és a hiányzó munkáskezeket gyárakból, bányahivatalokból, a katonaságtól pótolta. Tömeggyártást szervezett, kidolgozta a munkaszabály-tervezetet is. A szerszám- és anyaghiány megoldására a magángyárakat is bevonták a haditermelésbe. Így kapott parancsszerű szerződést a Rimai Coalitio is gránátok gyártására (20 568 darab gránátot állítottak elő). Az ózdi gyár már nem volt ilyen készséges, pedig a Honvédelmi Bizottmánytól 60 ezer forintot kaptak a pénzügyi zavarok leküzdésére. Rombauer a puskacsőgyártást szerette volna megoldani Ózdon, de a vezetők gyakorlatilag akadályozták az ilyen irányú törekvéseket. 1848 decemberében viszont a pesti fegyvergyár már teljes kapacitással dolgozott, és az egész országban fellendült a haditermelés. A szükséges gépeket szintén csempészúton sikerült behozni.
A hadi helyzet változása miatt azonban a fegyvergyárat Nagyváradra (kis részét Ózdra) telepítették, és Rombauer gyakorlatilag az egész úton végig vezette és irányította a konvojt. A gyárat részben a nagyváradi várban állították üzembe, de a hatékony működés már nem tudott megvalósulni. Ózdon sikerült beindítani a termelést, és decemberben 40–60 szekérnyi hadianyagot tudtak elszállítani onnan. Rombauer még tervezte az Ózdi Vasgyár bérbevételét is, de ez sem valósult meg, ezért a gépeket Pestre szállíttatta.

### Az amerikai emigrációban
A világosi fegyverletételt követően elfogták Rombauer Tivadart is, de iparoslegénynek öltözve sikerült megszöknie. Hamburgba, Belgiumba, majd Angliába, végül az Amerikai Egyesült Államokba utazott, és 1850 elején a magyarok alapította New Budán telepedett le. Azonnal elkezdte családja kiutazásának intézését, akik 1851-ben érkeztek meg hozzá. Tevékeny természete nem hagyta nyugodni, kiérkezése után szinte azonnal vasipari és bányászati kérdésekkel foglalkozott, aranybánya nyitására vonatkozó – sikertelen – javaslatot fogalmazott meg, járt Dél-Amerikában stb. Ezt követően birtokot vásárolt Iowában, és farmergazdálkodással kezdett foglalkozni. Kossuth, amerikai útja során találkozott vele, és Rombauer még ekkor is javaslatokat terjesztett elő. Az egyhangú farmeréletet nehezen viselte, és családjával együtt Davenportba költözött, ahol szerkesztője lett a helyben megjelenő, német nyelvű, Der Demokrat című újságnak. 1855. november 12-én hunyt el. Davenportban temették el, Berta lánya mellé.

## Családja
Rombauer Tivadar 1827. szeptember 11-én nősült, felesége az unokatestvére, Rombauer Berta (Selmecbánya, 1809. szeptember 11. – Alameda (Kalifornia), 1897. szeptember 11.), Rombauer Gottfried selmeci bányatanácsos lánya volt. Házasságukból – 1828 és 1848 között – tíz gyermek, öt lány és öt fiú született. A háztartás gondjai mellett irodalommal is foglalkozott: magyar költők műveit fordította németre (Bunte Blätter. St.Louis, 1888. Költemények magyar költőktől és eredetiek), és írt a Der Demokratba is.
Rombauerék gyermekei:
- Berta (Derizen, 1828 – Davenport, 1852) Az első lány alig élte túl Amerikába érkezésüket, egy évvel később elhunyt.
- Róbert (Podhering, 1830 – ?,1925) Tevékenyen részt vett a szabadságharcban, tüzérfőhadnagy volt. Világos után elfogták, besorozták az osztrák seregbe, ahonnan anyja könyörgésére bocsátották el. Amerikában megnősült, Dembinszky Henrik tábornok unokaöccse, Dembinsky Tivadar özvegyét, a temesvári születésű Hogel Emíliát vette el. Négy gyermekük született. Abraham Lincoln oldalán részt vett az amerikai polgárháborúban is, neve az amerikai történetírásban is ismert. A polgárháború után hírlapíró és vállalkozó volt Saint Louisban (Missouri).
- Richárd (Selesztó, 1831 – Vízakna, 1849) Részt vett a szabadságharcban, a vízaknai csatában vesztette életét.
- Roderick (Selesztó, 1833 – St. Louis, 1924) Fiatal fiúként részt vett a szabadságharcban. Amerikában vasúti mérnök, majd ügyvéd lett. A polgárháborúban előbb közlegényként, majd kapitányként harcolt. 1865-ben Illinois állam alkormányzója, Gustav Körner Augusta nevű lányát vette feleségül. Négy gyermekük volt. A polgárháború után városi bíró, majd a fellebbviteli bíróság bírája lett. Kossuth halálakor ő mondta a St. Louis-i magyarok előtt a gyászbeszédet. 1896-ban hazalátogatott a millenniumi ünnepségekre, és Széchenyi szobránál beszédet mondott.
- Ida (Munkács, 1835 – ?) Tanítónő volt, St. Louisban ment férjhez a magyar Fiala János mérnökhöz. Kilenc gyermekük született.
- Roland (Munkács, 1837 – Montana, 1898) Hegyivezetőként dolgozott az USA-ban. 1869-ben nősült, felesége Engelmann Carolina volt, és egy gyermekük született.
- Guidó (Munkács, 1838 – Kirksville, 1912) 1866-ban nősült Memphis (Tennessee)-ben, Thomas Emilia volt a felesége, és öt gyermekük született. A polgárháborúban nemzetőr, majd tüzérőrnagy, hadosztályparancsnok volt. Civilben megalakította és vezette a Rombauer Coal Companyt.
- Emma (Munkács, 1840 – St. Louis, 1886) 1862-ben férjhez ment Gustav Finkelburg ügyészhez.
- Klára (Munkács, 1842 – Pest, 1849) Gyermekként halt meg.
- Irma (Pest, 1848 – Pest, 1848) Csecsemőként halt meg.